# مالویه ایبرایوو
مالویه ایبرایوو (به لاتین: Maloye Ibrayevo) یک منطقهٔ مسکونی در روسیه است که در باشقیرستان واقع شده‌است.